# باران کوثری
باران کوثری (زادهٔ ۲۵ مهر ۱۳۶۴) بازیگر اهل ایران است. بهترین بابای دنیا (۱۳۷۰) ساخته داریوش فرهنگ، نخستین تجربه بازیگری وی است.

## زندگی و حرفه
باران کوثری در ۲۵ مهر ۱۳۶۴ در تهران زاده شد. وی فرزند رخشان بنی‌اعتماد (کارگردان سینما) و جهانگیر کوثری (تهیه‌کننده سینما و کارشناس فوتبال) است. او دانش‌آموختهٔ رشته نمایش از هنرستان سوره و لیسانس جامعه‌شناسی است.
کوثری همچنین با بازی در تئاتر آن سوی آینه به کارگردانی آزیتا حاجیان (۱۳۷۶) توانایی خود به عنوان بازیگر تئاتر را به ثبت رساند. باران کوثری در هفدهمین جشنواره بین‌المللی فیلم کودک و نوجوان در اصفهان (۱۳۸۱) یکی از اعضای هیئت داوران در بخش مسابقه بود.
باران کوثری در سال ۱۳۸۵ از طرف خوانندگان هفته‌نامه چلچراغ برای دریافت نشان محبوبیت این نشریه انتخاب شد. او در بهمن همان سال سیمرغ بلورین بهترین بازیگر نقش اول زن از بیست و پنجمین جشنواره بین‌المللی فیلم فجر برای دو فیلم خون‌بازی و روز سوم و دیپلم افتخار بخش بین‌الملل برای فیلم خون‌بازی دریافت کرد. باران کوثری در سال ۱۳۸۶ در جایزه تصویر آسیا پاسیفیک برای فیلم خون‌بازی نامزد بهترین بازیگری شد. او در سال ۱۳۸۷ در بیست و هفتمین دوره جشنواره فیلم فجر برای فیلم حیران نامزد بهترین بازیگر نقش اول زن شد.
باران کوثری از نبی امیرآبادی(شاعر و منتقد سینما)به عنوان تاثیرگذارترین شخصیت زندکی حرفی اش یاد می‌کند و خاطره ای جالب از اولین حضورش در برابر قاب دوربین مادرش نقل می‌کند.۲
باران کوثری در دوازدهمین جشن خانه سینما در سال ۱۳۸۷ به همراه پدرش جایزه بهترین بازیگر نقش دوم مرد را به بابک حمیدیان اهدا کرد. همچنین در سال ۱۳۸۹ و در چهاردهمین جشن خانه سینما، نگار جواهریان تندیس بهترین بازیگر نقش اول زن را از باران و حامد بهداد دریافت کرد.
باران کوثری در سی‌امین دوره جشنواره فیلم فجر در سال ۱۳۹۰ برای بازی در فیلم بغض در بخش نگاه نو (فیلم‌های اول) نامزد جایزه بهترین بازیگر زن شد.او پس از دو سال ممنوع‌الفعالیت بودن در سال ۱۳۹۲ در دومین فیلم رضا درمیشیان به نام عصبانی نیستم! بازی کرد و برای نمایش فیلم در جشنواره فیلم برلین به آلمان سفر کرد.
باران کوثری در ۱۶ مهر ۱۳۹۴ و هنگام فیلمبرداری فیلم هفت‌ماهگی دچار آسیب شد.

## خیریه
کوثری به عنوان سفیر انجمن خیریه یاری سوئد در ایران معرفی شده است. این انجمن یک سازمان مستقل غیرانتفاعی مردمی است و شعار «کودک خیابانی کمتر، دانش آموز بیشتر» به همراه دارد. هدف این انجمن پشتیبانی همه‌جانبه از کودکان، فراهم آوری شرایط تحصیل و امکانات آموزش‌وپرورش، ساخت مدارس محروم و کتابخانه با حمایت داوطلبانه حامیان مالی در سوئد است.

## اعتراضات ۱۴۰۱ ایران
باران کوثری پس از خیزش ۱۴۰۱ ایران در اینستاگرام خود نوشت که به سکوت تهدید شده است و با انتشار عکسی از تظاهرات سکوت ۲۵ خرداد ۱۳۸۸ نوشت: 
«لیاقت تظاهرات سکوت سه میلیونی ما را نداشتید. اگر مقاومت و اعتراض در برابر بربریت، باتوم و گلوله شما اغتشاش است، من باران کوثری یک اغتشاش‌گَرَم.»
باران کوثری در اردیبهشت ۱۴۰۲ در مراسم خاکسپاری حسام محمودی بدون حجاب اجباری شرکت کرد.

## جوایز و نامزدی‌ها
| سال  | اثر نامزدشده  | دسته                     | نتیجه    | منابع |
| ---- | ------------- | ------------------------ | -------- | ----- |
| ۱۳۸۵ | خون‌بازی       | بهترین بازیگر نقش اول زن | برنده    |       |
| ۱۳۸۵ | روز سوم       | بهترین بازیگر نقش اول زن | برنده    |       |
| ۱۳۸۷ | حیران         | بهترین بازیگر نقش اول زن | نامزدشده |       |
| ۱۳۹۰ | بغض           | بهترین بازیگر نقش اول زن | نامزدشده |       |
| ۱۳۹۲ | عصبانی نیستم! | بهترین بازیگر نقش اول زن | نامزدشده |       |
| ۱۳۹۳ | کوچه بی‌نام    | بهترین بازیگر نقش اول زن | برنده    |       |
| ۱۳۹۶ | عرق سرد       | بهترین بازیگر نقش اول زن | نامزدشده |       |

| سال  | اثر نامزدشده | دسته                      | نتیجه    | منابع |
| ---- | ------------ | ------------------------- | -------- | ----- |
| ۱۳۸۶ | خون‌بازی      | بهترین بازیگر نقش اول زن  | برنده    |       |
| ۱۳۸۶ | روز سوم      | بهترین بازیگر نقش اول زن  | نامزدشده |       |
| ۱۳۹۴ | قصه‌ها        | بهترین بازیگر نقش مکمل زن | نامزدشده |       |
| ۱۳۹۵ | کوچه بی‌نام   | بهترین بازیگر نقش اول زن  | برنده    |       |
| ۱۳۹۵ | جامه‌دران     | بهترین بازیگر نقش اول زن  | نامزدشده |       |
| ۱۳۹۸ | عرق سرد      | بهترین بازیگر نقش اول زن  | نامزدشده |       |

| سال  | اثر نامزدشده | دسته                      | نتیجه | منابع |
| ---- | ------------ | ------------------------- | ----- | ----- |
| ۱۴۰۲ | بی‌همه‌چیز     | بهترین بازیگر نقش مکمل زن | برنده | [ ۹ ] |
| ۱۴۰۲ | عامه‌پسند     | بهترین بازیگر نقش مکمل زن | برنده |       |

| سال  | اثر نامزدشده | دسته                  | نتیجه    | منابع |
| ---- | ------------ | --------------------- | -------- | ----- |
| ۱۳۸۴ | برگ برنده    | بهترین بازیگر زن      | نامزدشده |       |
| ۱۳۸۶ | خون‌بازی      | بهترین بازیگر زن      | نامزدشده |       |
| ۱۳۸۶ | صاحبدلان     | بهترین بازیگر زن درام | نامزدشده |       |
| ۱۳۸۸ | دایره‌زنگی    | بهترین بازیگر زن      | نامزدشده |       |
| ۱۳۹۵ | کوچه بی‌نام   | بهترین بازیگر زن      | نامزدشده |       |
| ۱۳۹۸ | عرق سرد      | بهترین بازیگر زن      | برنده    |       |

- نامزد جایزهٔ بهترین بازیگر زن از جشنواره جوایز اسکرین آسیا پاسیفیک برای فیلم خون‌بازی (۱۳۸۶)
- برندهٔ جایزهٔ جایزه ویژه هیئت داوران از جشنواره بین‌المللی فیلم دوبلین برای فیلم عرق سرد (۱۳۹۸)